# Das häßliche Mädchen
Das häßliche Mädchen ist eine deutsche Filmkomödie aus dem Jahre 1933 von Hermann Kosterlitz mit Dolly Haas in der Titelrolle und Max Hansen in der männlichen Hauptrolle.

## Handlung
Das angeblich hässliche Mädchen heißt Lotte März und wird von dem ebenfalls alles andere als attraktiven Herrn Leschke, seines Zeichens Personalchef eines Versicherungsunternehmens, genau aus diesem Grund in der Firma eingestellt. Man ist der ständigen Liebeleien unter den Angestellten überdrüssig und will daher ein unscheinbares Mauerblümchen haben, das die besonders flirtanfällige Buchhaltung personell verstärkt, ohne dass die Männer abgelenkt werden. 
Dieser Schachzug missfällt dem Buchhalter Fritz Maldorf sehr, ist er doch bislang hinter jeden Rock her gewesen. Um es „denen da oben“ zu zeigen, lässt er prompt auch bei der fachlich sehr patenten Lotte nicht locker und macht ihr, obwohl in ihrer Burschikosität überhaupt nicht sein Typ, den Hof. Bei seinen Kollegen findet er für sein Vorgehen, Teil eines ziemlich fiesen Plans, prompt Unterstützung. Man hat nicht weniger vor, als Lotte in eine kompromittierende Situation zu bringen, in dem Maldorf so tut, als fände er die junge Kollegin attraktiv und begehrenswert. 
Lotte ist zunächst misstrauisch gegenüber den vorgetäuschten Avancen des Herrn Maldorf, beginnt aber mit der Zeit zu glauben, dass der flotte Fritz aufrichtiges Interesse für sie entwickelt hat. Just in dem Moment, in dem beide sich in den Armen liegen und küssen, schneit der Chef in das Bürozimmer hinein. Lotte ist die Leidtragende und wird sofort entlassen; Mönckeberg hat nämlich ganz persönlich so seine Erfahrungen mit allzu flirtwilligen Damen, ist doch seine Freundin, die hübsche und elegante Lydia, diesbezüglich auch nicht abgeneigt. Die flirtet sogar mit Fritz, als dieser Mönckebergs Büro nach Lottes Entlassung betritt, um für Lottes Wiedereinstellung Gut Wetter zu machen, denn dass Fräulein März gefeuert wird, war nun wirklich nicht sein Plan.
Tatsächlich wird Lotte zurückgeholt und steigt zur Assistentin des dicken Herrn Direktors auf. Fritz glaubt nun, dass alles wieder in bester Ordnung und Mönckeberg gut damit beschäftigt sei, die Neue in seinem Büro einzuarbeiten, sodass ihm, Fritz, Zeit für lauschige Stunden mit dem nicht abgeneigten Fräulein Lydia bleiben. Die findet den flotten Fritz auch sehr viel attraktiver als ihren Alten und bricht mit ihrem Geliebten einen Streit vom Zaun, um nicht mit ihm auf einen anberaumten Kostümball gehen zu müssen. Lydias Erwartungen sind jedoch zu hoch, denn Fritzens Qualitäten als stürmischer Liebhaber sind eher überschaubar. 
Da sich Lotte bei Fritz für seinen Einsatz bei Direktor Mönckeberg bedanken möchte, besucht sie ihn in dessen Wohnung, wo sie auf die stürmische Lydia stößt. Fritz ist für diese Unterbrechung nicht undankbar, ist ihm das Draufgängertum der Geliebten seines Chefs ein wenig unheimlich. Lydia verlässt die Wohnung, lässt aber ihren Pelzmantel, ein Geschenk ihres Sugar-Daddys, zurück. Als Mönckeberg auf der Suche nach seiner Geliebten ebenfalls in Fritzens Wohnung auftaucht, ist Lydia zwar bereits fort, ihr Pelz aber immer noch da. 
Dies ist der Beginn einiger Missverständnisse, die sich auf dem anstehenden Kostümfest, wo sowohl Lotte als auch ihr Chef im Piratenkostüm erscheinen, schließlich in Wohlgefallen auflösen. Ehe sie sich dort demaskiert, folgt Lotte März den von ihren Kollegen abgegebenen Verbesserungstipps und erhält ein komplettes Makeover beim Friseur. So ist aus dem „hässlichen Entlein“ ein stolzer, schöner Schwan geworden. Schließlich kommen Lotte und Fritz zusammen, und auch Mönckeberg und seine flatterhafte Lydia versöhnen sich.

## Produktionsnotizen
Die Dreharbeiten zu Das häßliche Mädchen fanden in der Übergangszeit der Weimarer Republik zur NS-Diktatur, zwischen Mitte Januar und Mitte Februar 1933, statt. Zwar passierte der Streifen bereits am 25. April 1933 die reichsdeutsche Filmzensur, die Berliner Premiere fand jedoch erst am 8. September desselben Jahres im Berliner Atrium-Kino statt. Da der Film in Österreich mit keinen Zensurproblemen zu kämpfen hatte und auch antisemitische Kriterien wie bei den Deutschen keine Rolle spielten, fand die Wiener Weltpremiere unter dem Titel Liebling bereits am 17. März 1933 statt.
Der bislang lediglich als Aufnahmeleiter tätige Conrad Flockner übernahm hier erstmals eine Produktionsleitung. Heinrich C. Richter gestaltete die Filmbauten. Willy Schmidt-Gentner übernahm die musikalische Leitung. Hans Grimm zeichnete für den Ton verantwortlich.

## Wissenswertes und soziopolitische Hintergründe
Der Film sorgte bei seiner Berliner Uraufführung für einen inszenierten, handfesten Skandal. Mit der gleichgeschalteten deutschen Presse als propagandistisches Sprachrohr im Rücken, sorgten die Nationalsozialisten dafür, dass „Das häßliche Mädchen“ als jüdisches Machwerk verunglimpft wurde. Bei der Premiere warfen nationalsozialistische Störer faule Eier und Tomaten auf die Leinwand und gaben Buhrufe für den anwesenden Hauptdarsteller Max Hansen von sich. Hansen war seit einigen Jahren zum Hassobjekt der Nazis geworden, da er in der Schlussphase der Weimarer Republik ein gegen Hitler gerichtetes Spottlied vorgetragen hatte. Der Kabarettist und Schauspieler zog es daraufhin vor, Deutschland augenblicklich zu verlassen. 
Karsten Witte erinnert in seinem Buch „Lachende Erben, toller Tag: Filmkomödie im Dritten Reich“ an die umfassenden Reaktionen und Folgen der Deutschlandpremiere: „Dolly Haas ging ins Exil nach England unmittelbar nach den Tumulten um die Premiere ihres Films Das häßliche Mädchen, bei der Nazihorden faule Eier auf die Leinwand warfen, weil Haas mit dem als jüdisch angegriffenen Komiker Max Hansen zusammen spielte“. 
Doch die Gründe bezüglich der scharfen Ablehnung der an sich harmlosen Komödie durch das Regime liegen noch weit tiefer. Die starke jüdische Beteiligung an diesem von der nach dieser Produktion aufgelösten, winzigen Produktionsfirma Avanti-Tonfilm hergestellten Films und die gegenseitige Animosität zwischen Hansen und Hitler war das Eine. Was die neuen, braunen Machthaber offensichtlich gleichfalls aufregte, war das Andere, nämlich der Subtext des Drehbuchs zu „Das häßliche Mädchen“.
Die Geschichte dieses Films lässt sich als eine Metapher zur Situation in Deutschland 1933 sehen, als eine Analogie der schlechten Behandlung des angeblich hässlichen Mädchens zur schlechten Behandlung der Juden in Hitler-Deutschland generell und, final, ihren Ausschluss aus der „Volksgemeinschaft“, wie Sabine Hake in ihrer Analyse zum deutschen Film „Popular Cinema of the Third Reich“ schreibt. Unterschwellig sei in dieser Geschichte auch noch im Verhalten der Männer gegenüber der Protagonistin handfester Sexismus zu verorten, so Haake: Im Film werde eine insinuierte Notwendigkeit der deutschen Frau beklagt, sich, anders als wie hier die burschikos-jungenhafte Dolly Haas in der Rolle der Lotte, explizit feminin zu präsentieren. Lottes anfängliche Hässlichkeit bedeutet: "Sie sieht zu jüdisch aus". Zu Beginn des Films protestiert sie: "Aber ich habe dir nichts getan!", was eine Parallele zu der Situation der Juden aufscheinen lasse. Max Hansen, der von den Nazis als mutmaßlich jüdisch bezeichnet wurde, erhielt im Film charakteristische hinterhältige, sprich "jüdische" Züge. Hansens Fritz, der Peiniger mit dem stereotyp deutschen Namen, und Haas, die zunächst etwas infantil aussehende Lotte, die als "hässlich" (also angeblich jüdisch) beschimpft wird, wirken wie eine Versetzung des Problems des Andersartigkeit, um das Narrativ einer Übereinkunft zu vermitteln, demzufolge das Mädchen in der traditionellen, romantische Komödie eine Rundumverschönerung erhält, um dem Mann doch noch zu gefallen.

## Musik
Folgende Musiktitel wurden gespielt:
- Das ist der allerneuste Schlager in Baramba
- Ich hab ‘ne Leidenschaft

## Kritiken
Die zeitgenössischen wie moderneren Einschätzungen fielen extrem unterschiedlich aus, da die NS-nahe Presse anordnungsgemäß kein gutes Haar an dem Streifen ließ. Im Ausland (Österreich) bzw. nach 1945 kam man zu anderen Betrachtungsweisen.
Im Filmarchiv Austria war folgendes zu lesen: „Der Film löste in Deutschland bei der Premiere einen veritablen Skandal aus und wurde von der gleichgeschalteten Presse verrissen – Kosterlitz war bereits vorher geflohen. Während DAS HÄSSLICHE MÄDCHEN ohne Nennung seines Namens in den deutschen Kinos lief, fand LIEBLING – so der österreichische Verleihtitel – in Wien großen Anklang.“

„Durchaus gefällig … durch Regieeinfälle, optische und akustische Scherze; sympathisch die Darsteller durch ein vorzüglich charakterisierendes Ensemble. Die Handlung hat tolle Stellen ...“

Die Österreichische Film-Zeitung fand, Dolly Haas gestalte „die Rolle der Lotte mit liebenswerter Einfachheit“ aus und Regisseur Kosterlitz habe den Film „mit vielen hübschen Einfällen ausgestattet.“
Das Lexikon des Internationalen Films nannte den Streifen ein „wirklichkeitsferne(s) Lustspiel.“